# 12 силни
„12 силни“ (на английски: 12 Strong) е американски екшън военен филм от 2018 година на режисьор Николай Фулси, по сценарий на Тед Тали и Питър Крейг. Във филма участват Крис Хемсуърт, Майкъл Шанън, Майкъл Пеня, Навид Негабан, Треванте Роудс, Джоф Стълтс, Тад Лъкинбил, Уилям Фиктнър и Роб Ригъл.
Снимките започват през януари 2017 г. в Ню Мексико. Филмът е пуснат в Съединените щати на 19 януари 2018 г. от Warner Bros. Pictures.
В България филмът е пуснат по кината на 26 януари 2018 г. от bTV Studios.